# Фотонабір
Фотонабір — етап додрукарської підготовки в поліграфічному виробництві, створення фотоформ для подальшого виготовлення друкованих форм (як правило, для офсетного друку). У 1970-х у зв'язку з розвитком офсетного друку фотонабір став витісняти технології традиційного металевого набору.
Принцип фотонабору полягає у формуванні на прозорій плівці зображень друкованих смуг, наприклад за допомогою фотографічного процесу. Процедура здійснюється фотонаборним автоматом (ФНА). Спочатку для засвічення світлочутливої плівки використовувалося експонування через речовий шрифтоносій (матрицю-шаблон з зображеннями всіх доступних літер та інших знаків). Керувальна програма забезпечує послідовне переміщення шрифтоносія щодо поверхні плівки, за кожен прохід світловий імпульс засвічує область одного знака. Після експонування всієї смуги плівка піддавалася проявленню.